# Genuasås
Genuasås är en fyllig, lökbaserad pastasås från regionen Kampanien i södra Italien. Den introducerades troligen till Neapel från den nordliga italienska staden Genua under renässansen. Såsen har sedan blivit berömd i Kampanien men bortglömd på andra platser.
Såsen är ovanlig på grund av dess långa tillagningstid som behövs för att mjuka upp och smaksätta löken.